# Cmentarz w Vernéřovicach
Cmentarz w Vernéřovicach – cmentarz z zabytkowym ogrodzeniem w miejscowości Vernéřovice, położonej w Czechach, w kraju hradeckim, w Sudetach Środkowych;
W centralnej części cmentarza znajduje się kościół św. Michała Archanioła z lat 1719–1722 należący do broumovskiej grupy kościołów. Obok świątyni, po lewej stronie, stoi Kaplica Dobrej Woli.
Na cmentarzu grobowce m.in. rodzin: 
- Walzel z grobami: Josefa Walzela (1801–1884) budowniczego fabryki płótna w Meziměstí, Barbary z d. Hergen (1812–1874), Ferdinanda (1835–1893), Marie (1845–1865), Augusta F. (1841–1915), Marie z d. Polack (1848–1910) Marie Jäger z d. Walzel (1872–1920), Augusta F. (1873–1937);
- Walzel z grobami: Johanny  (1880-1906), Josefa (1846-1931), Theresie (1850-1933)
- Röβler z grobem Lilly Poppler (1907–1940), żony Franza, ostatniej niemieckiej właścicielki pałacu w Sarnach[4].

Na murze cmentarza tablica z białego piaskowca z inicjałami B.A.B. Bruno Čtvrtečki (1887–1922) opata klasztoru w Broumovie, kolejne dwie litery AB to skrót tytułu w j. łac. Abbas Braunensis – opat w Broumovie. Na tablicy również data 1902 i kłoda z trzema kikutami (z herbu klasztoru).
Obok cmentarza stoi barokowa plebania. Nad jej wejściem umieszczono kartusz z herbem opatów břevnovsko-broumovskich. Obecnie mieści urząd pocztowy oraz pocztową kasę oszczędnościową.

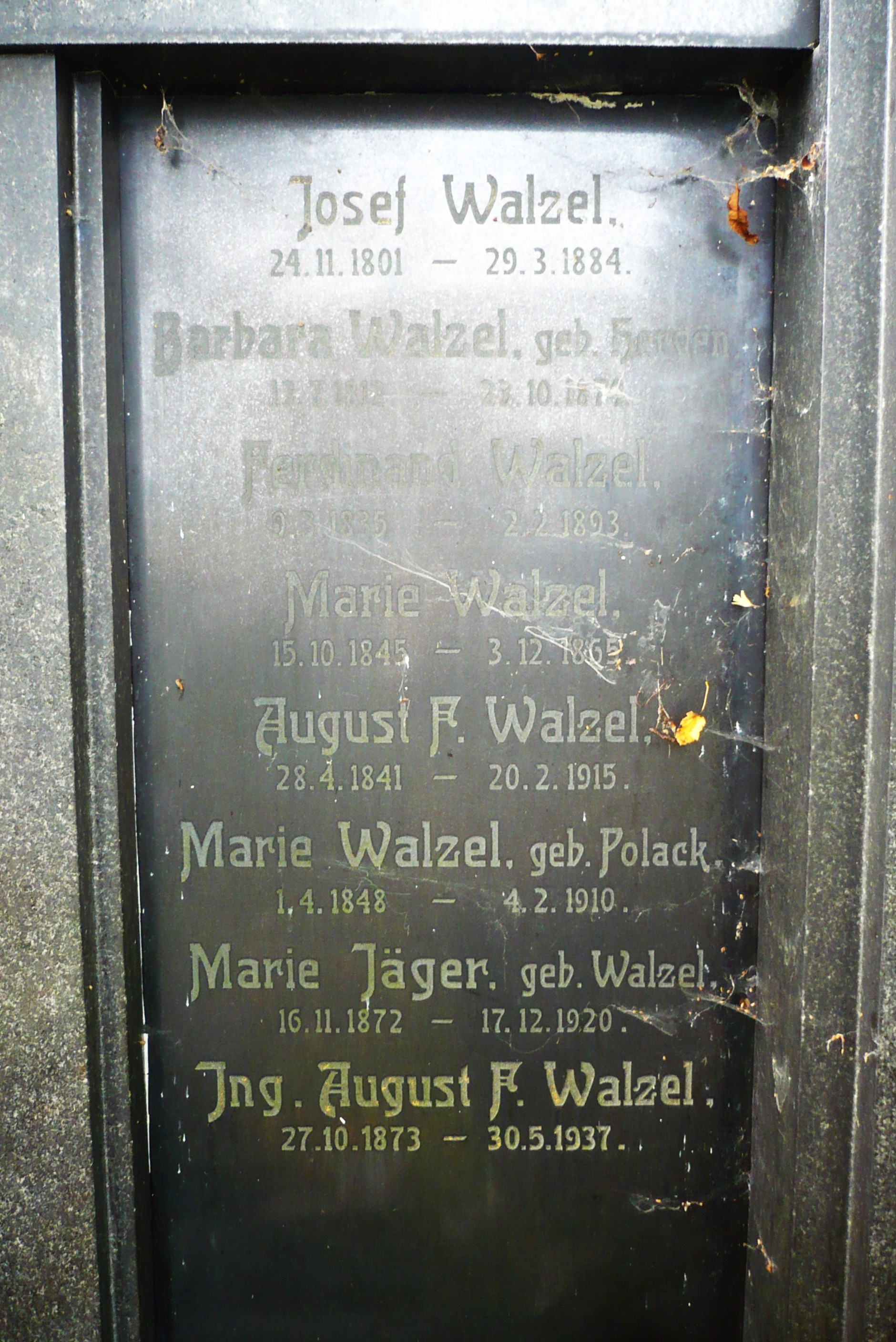
Grobowce rodziny Walzel
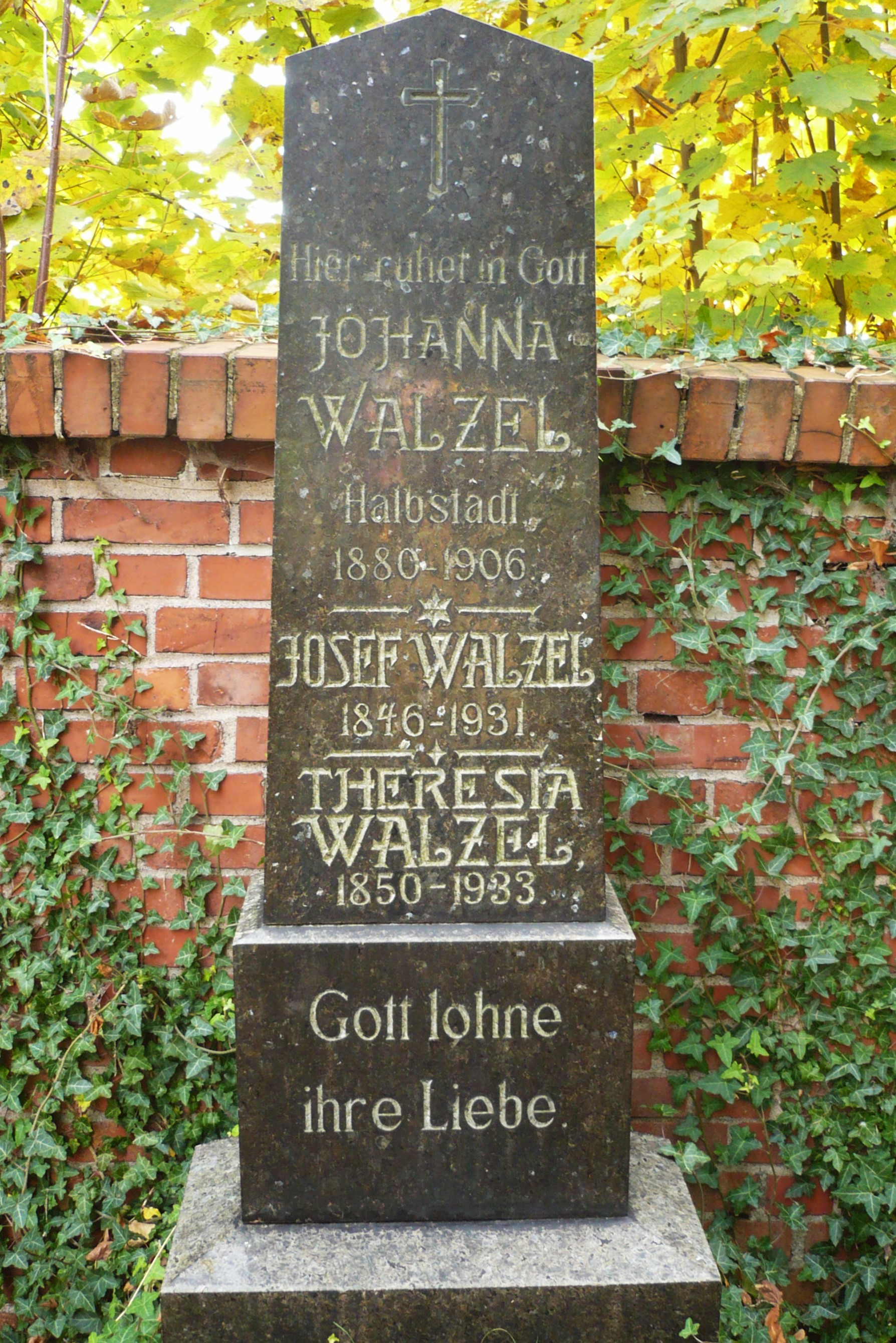
Drugi grobowiec Walzel
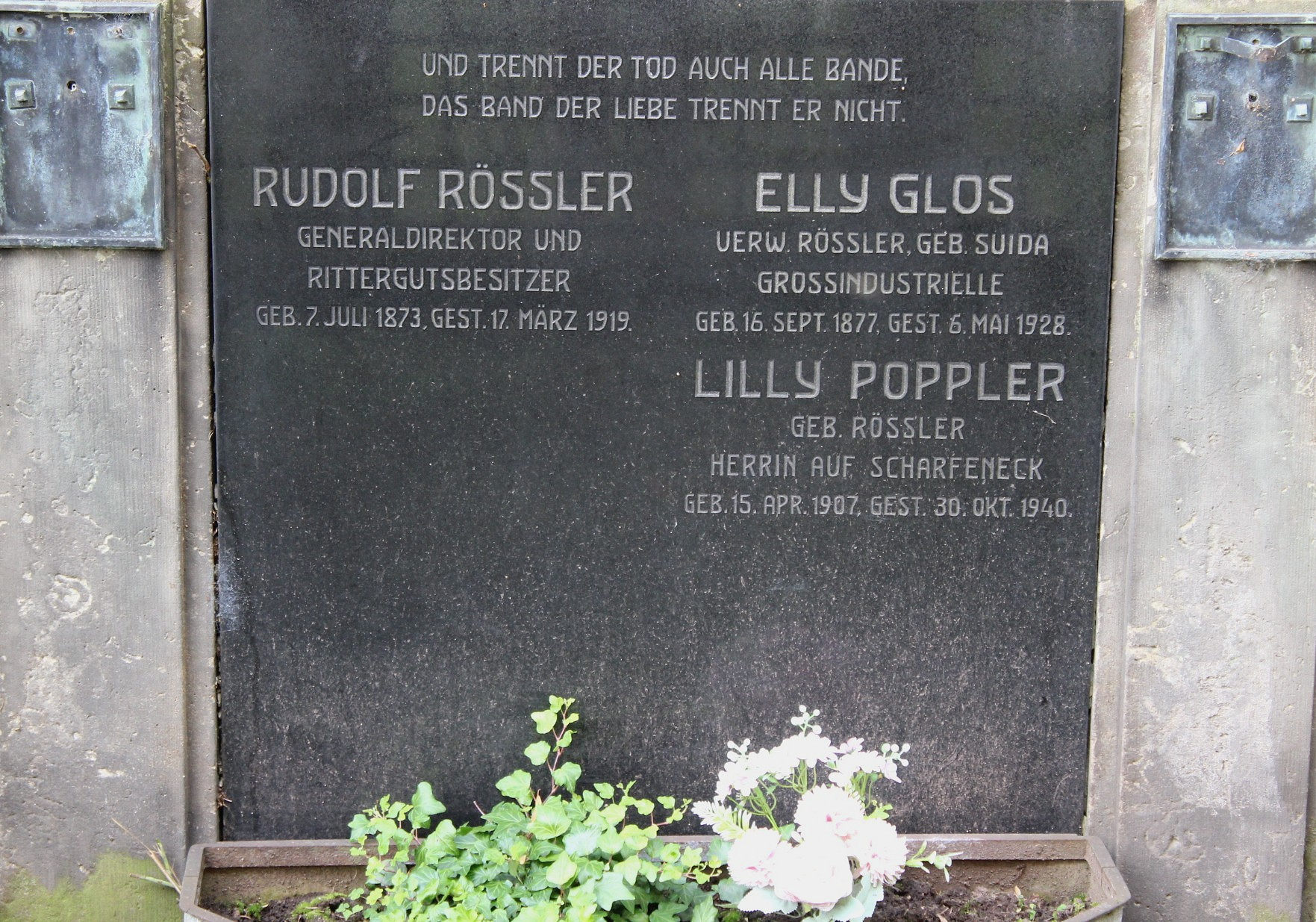
Grobowce rodziny Röβler
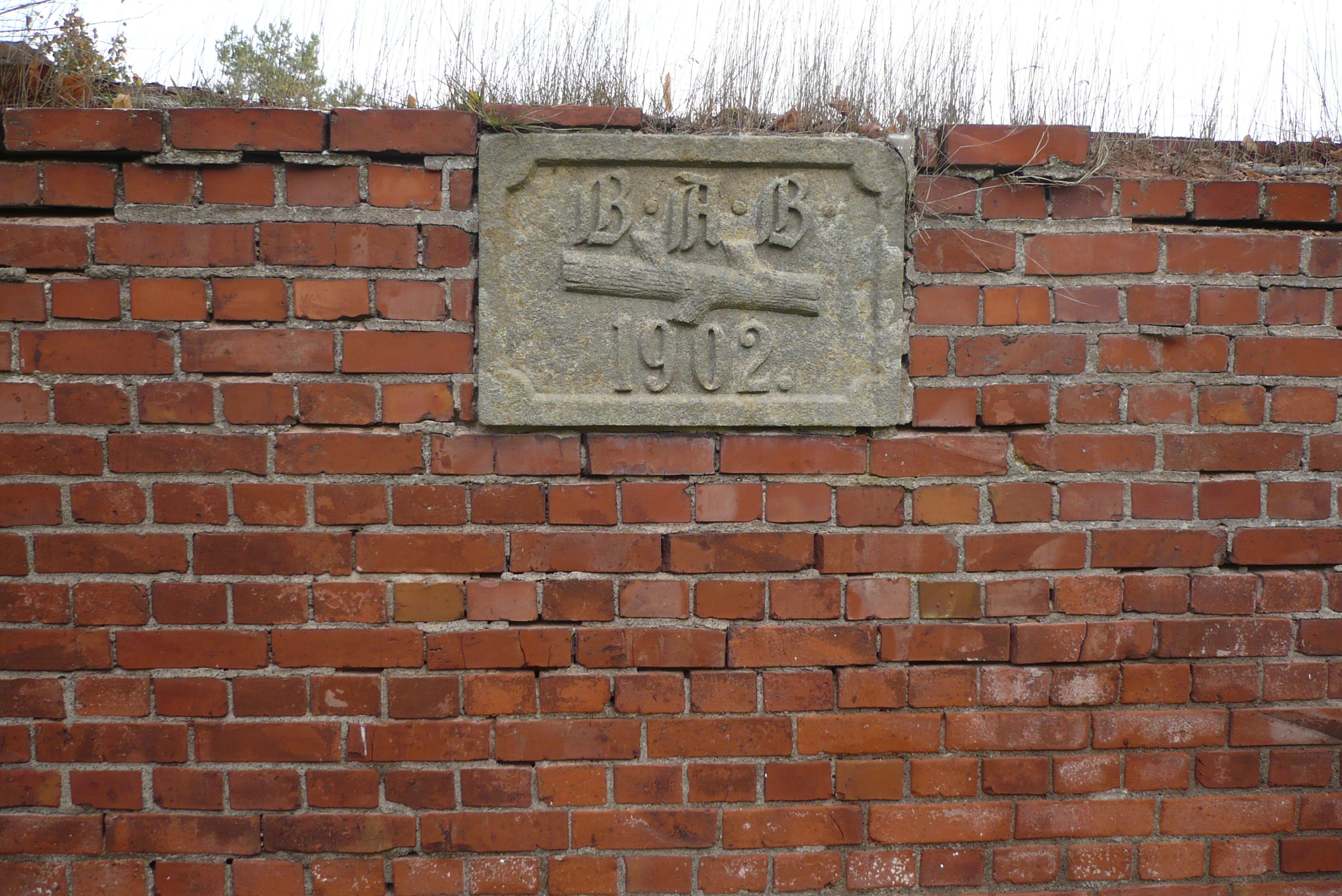
Mur z herbem klasztoru w Broumovie